# Huperzia marsupiiformis
Huperzia marsupiiformis là một loài thực vật có mạch trong Họ Thạch tùng. Loài này được (D. Jones & B. Gray) Holub mô tả khoa học đầu tiên năm 1991.